# Richard Schöne
Richard Schöne (Dresde, 5 février 1840 – Berlin-Grunewald, 5 mars 1922) est un archéologue classique saxon qui est directeur des musées royaux de Berlin de 1880 à 1905.

## Biographie

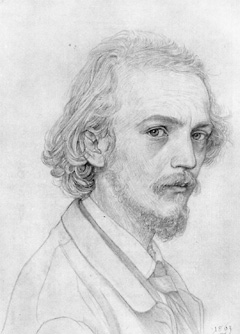
Autoportrait, 1863.

Richard Schöne a commencé en 1858 ses études de philologie classique et de philosophie à l'université de Leipzig, où il a obtenu en 1861 son doctorat sous la direction de Christian Hermann Weisse avec sa dissertation « Sur le Protagoras de Platon : Une contribution à la réalisation de la question platonicienne ». Il a ensuite commencé une formation de peintre dans l'atelier de Friedrich Preller l'Ancien à Weimar, avant de revenir à la carrière universitaire ; il a fait en 1864 un voyage d'étude en Italie, où il a fait la connaissance à Rome des archéologues Otto Benndorf et Reinhard Kekulé von Stradonitz. Ces rencontres l'ont incité à s'intéresser à l'art antique, auquel il a alors consacré de nombreux essais. L'année de son retour en Allemagne (1868), il a obtenu son habilitation comme professeur d'archéologie grâce à son article Quaestionum Pompeianarum specimen, et il a été nommé professeur adjoint à l'université de Halle en 1869. Trois ans plus tard, il a quitté ce poste pour travailler comme conseiller aux questions artistiques au ministère prussien des Cultes à Berlin. Dès 1878 il a représenté le directeur des musées royaux, Guido von Usedom (de), auquel il a succédé en 1880.
Pendant son quart de siècle à ce poste, les musées ont connu une expansion remarquable. Il s'est attaché à enrichir et à compléter leurs collections par des achats ponctuels ou de grandes collections et des fouilles. Il a également lancé de grandes constructions pour leurs nouveaux départements. Pour cela, il a non seulement bénéficié de l'essor économique de la Gründerzeit, mais aussi du soutien du prince héritier de Prusse, le futur empereur Frédéric III. Un changement important a été la réorganisation des musées, auxquels il donna leurs statuts en 1878 : il a accordé aux directeurs une plus grande indépendance par rapport au directeur-général, ainsi que leurs propres ressources. Son succès n'a pas été simplement personnel, mais surtout relationnel. L'autonomie garantie aux différents départements, dans la tradition de la politique culturelle bourgeoise libérale, a posé les bases du rayonnement international des musées de Berlin. Grâce aux nouvelles expéditions et acquisitions rendues possibles par Schöne, Adolf Bastian a transformé le musée royal d'ethnologie en une institution encyclopédique unique au monde. Schöne a également convaincu Bismarck de transférer les antiquités troyennes de Schliemann données « au peuple allemand » au musée d'ethnologie. Il a enrichi les collections d'antiquités de nombreuses objets découverts lors des fouilles de Pergame, Magnésie du Méandre, Priène et Milet et a finalement fondé en 1899 le musée du Proche-Orient de Berlin (aujourd'hui intégré au musée de Pergame), particulièrement pour abriter les trouvailles de la Deutsche Orient-Gesellschaft (Société allemande d'Orient).
L'influence de Schöne s'est aussi exercée au-delà de Berlin : il a fait faire un pas décisif à l'archéologie des provinces romaines en suggérant la création de musées provinciaux à Bonn (1876) et Trèves (1877) et en se prononçant pour la fondation de la Commission romaine-germanique (de) de Francfort au sein de l'Institut archéologique allemand (1902). Dès ces années, il a été largement reconnu, nommé membre honoraire de l'Académie royale des sciences de Prusse (1900), membre du Conseil privé et décoré de l'ordre de la Couronne (1re classe).
Avec l'arrivée de Friedrich Althoff au ministère des Cultes, les efforts de Schöne ont rencontré plus de résistance. Après de nombreux litiges au sujet des peintres impressionnistes, l'empereur Guillaume II lui a graduellement retiré sa confiance. Schöne a finalement démissionné en 1905. Il a passé le reste de sa vie dans sa villa de Berlin-Grunewald, dessinée par Alfred Messel, où il s'est consacré à ses recherches philologiques sur Énée le Tacticien. Il est mort le 5 mars 1922 et a été enterré au cimetière de Grunewald (de). Ses archives ont été versées aux Archives centrales des musées d'État de Berlin (de). Dans les décennies qui ont suivi, le souvenir de Schöne a été progressivement relégué à l'arrière-plan, notamment du fait des mémoires tendancieux de son successeur Wilhelm von Bode.
En 1994 a été fondée à Berlin la Société Richard-Schöne d'histoire des musées (de), une société savante internationale qui lui doit son nom.

## Famille
Schöne a épousé le 6 mai 1869 à l'église Saint-Nicolas de Leipzig Cäcilie Härtel (Leipzig, 10 mai 1842 — Halle, 26 avril 1870), une fille de l'éditeur de musique Hermann Härtel (1803–1875). Cäcilie est morte en couches après avoir donné naissance au futur philologue Hermann Schöne (de) (1870-1941). Schöne s'est ensuite remarié le 15 avril 1873, toujours à l'église Saint-Nicolas, avec sa sœur divorcée, Helene Wigand née Härtel (Leipzig, 1er juin 1844 — Berlin, 26 juin 1928). Elle avait épousé en premières noces Albrecht Wigand, un fils de l'éditeur Georg Wigand (de). Elle a eu un fils de Schöne, l'avocat Friedrich Schöne (de) (1882-1963).
Le frère aîné de Schöne, Alfred Schöne (de) (1836-1918), était un philologue classique et historien de la littérature.